# 崔球
崔球（？—？），字叔休，唐朝博陵安平人，出自博陵崔氏第二房，崔恭禮的五世孙，崔意的孙子，同州刺史崔頲之子，崔琯、崔珙、崔璪、崔玙的弟弟。
宝历二年（826年）登进士第。郑覃推荐起居郎周墀、水部员外郎崔球、监察御史张次宗、礼部员外郎孔温业等，校定《九经》文字，刻石是为开成石经。李固言想要推荐周敬复、崔球、张次宗担任谏议大夫。郑覃说，崔球与李宗闵交好，不可用朋党。会昌年间，为凤翔节度判官，入朝为尚书郎。其子崔渎，字遙源，大中末年进士登第；崔澄，字鑒之。